# Ліктів
Лі́ктів — село в Україні, у Турківській міській територіальній громаді Самбірського району Львівської області. Населення становить 97 осіб (2016).

## Географія
Селом протікає потік Лікоть.

## Церква
Церква зіслання Святого Духа збудована у 1645 році. Після аналізу її креслень відомий дослідник сакральних споруд Михайло Драган висунув думку, що датувати цю церкву слід раніше XVI століття. Тоді, ймовірно це була двокупольна каплиця. На цю думку пана Драгана наштовхнула різниця в муруванні. А вже 1645 було добудовано бабинець і перетворено каплицю на церкву.
У 1928-1929 роках церкву реконструйовано за проєктом Євгена Нагірного. Будівельні роботи виконав Казимир Теребицький з Сіняви. Церква розташована на вершині високої гори, у меандрі річки Стрий. Після перебудови церква має характер споруди в неоукраїнському стилі. Зокрема первісний напівкруглий вівтар замінено на прямокутний, а з півночі до нього добудована невелика ризниця. У 1958-1989 роках через атеїстичну пропаганду радянської влади у церкві не служили літургій.